# Bois-d’Ennebourg
Bois-d’Ennebourg település Franciaországban, Seine-Maritime megyében. Lakosainak száma 576 fő (2022. január 1.). Bois-d’Ennebourg Auzouville-sur-Ry, Bois-l’Évêque, Fresne-le-Plan, Martainville-Épreville, Montmain, Saint-Aubin-Épinay és Saint-Jacques-sur-Darnétal községekkel határos.

## Népesség
A település népességének változása:
| Lakosok száma | 542  | 557  | 576  | 563  | 559  | 556  | 569  | 566  | 576  |
|               | 2013 | 2015 | 2016 | 2017 | 2018 | 2019 | 2020 | 2021 | 2022 |